# Proyecto Vivas
Proyecto Vivas se trata de una serie de piezas procesuales (3 reproducidas distintamente) de intervención urbana que la artista visual Erika Rascón decidió crear como parte del movimiento internacional Ni una menos para crear conciencia sobre el derecho a la libertad de tránsito de las mujeres.

## Fundamentos
Este proyecto nace de la idea del derecho al libre tránsito, el cual es un derecho humano que se puede encontrar en la Constitución mexicana y su autora tiene como propósito visibilizar este derecho para el caso de las mujeres y que todas puedan caminar libres y seguras por las calles.
Las fechas en las que se realizan las intervenciones, así como las calles donde se instalan se eligen por sus significados tanto en el lugar donde se cometió un acto de violencia contra alguna mujer así como el día en el que se conmemora cierto suceso referente a la violencia de género o lugares donde la obra represente un acto de denuncia.
En cada obra se deja pegado en el piso junto a ella un texto de piso. Este escrito contiene una explicación de la serie de piezas, la intención de su mensaje, se indican las técnicas utilizadas, si cuenta con alguna fecha importante con la cual se haya relacionado la obra y los fundamentos y/o propósitos de la creación del Proyecto Vivas.
Todas las piezas que forman el Proyecto Vivas son de autoría de Erika Rascón; sin embargo, son obras colaborativas, es decir, cuando se van a realizar se hace una invitación pública a toda la población interesada en participar en el proceso creativo y cualquiera puede realizar su colaboración.

## Piezas

### Vivas Shoefiti
Esta es la primera pieza procesual del proyecto y su nombre hace alegoría a las palabras zapato y grafiti.
Se realiza por primera vez el 24 de mayo de 2016 por medio de la intervención a varios zapatos usados de mujeres los cuales, fueron pintados de color rosa con un sentido de re-apropiación sobre este tono que ha estado asociado al género femenino. En las suelas de los zapatos se escribe la palabra vivas y se amarran los pares con agujetas color rosa para ser posteriormente aventados y colgados en los cables de distintas calles de la ciudad de Chihuahua.
Erika utiliza la costumbre de las pandillas callejeras sobre colgar zapatos del alambrado público con el propósito de marcar territorio y de esta forma, su autora, se apropia del espacio común donde las mujeres sufren día a día situaciones de acoso.
Esta pieza ha sido replicada en varias ocasiones, una de ellas sucedió en diciembre de 2019 dentro de la Universidad Autónoma de Chihuahua por alumnas y docentes de esta casa de estudios con la guía de Erika Rascón. Con el uso de tacones, tenis y huaraches de mujer usados, buscaron apropiarse del espacio dentro de la universidad para denunciar los casos de acoso sexual, hostigamiento e intimidación por la apariencia física hacia estudiantes y maestras.

### Vivas Peatonal
Nació en mayo de 2017 donde Erika integró a sus piezas la intervención de los pasos peatonales, los cuales son pintados de color de rosa y se incluye la palabra vivas en todas las direcciones y su autora pretende que estas letras simbolicen una brújula que pueda guiar a la sociedad hacia el derecho a la vida y la libertad.

### VivasLab
Se crea en 2020 y se trata de un espacio donde se analiza, reflexiona y se desarrollan distintas metodologías feministas para su posterior aplicación en distintos colectivos para romper los patrones patriarcales que están sistematizados en los espacios de trabajo.

## Exposiciones
- Muestra pictórica para la comunidad cazadora, Universidad Tecnológica de Chihuahua, marzo de 2018.
- Exposición Nosotras Luchamos, Wir Kämpfen Galería Karne Kunst, Berlín, enero de 2019.[10]
- Vivas Shoefitti, Universidad Autónoma de Chihuahua, diciembre de 2019.
- Cruce peatonal Alto a la Violencia dentro de la jornada 16 Días de Activismo contra la Violencia de Género del Instituto Estatal Electoral de Chihuahua, diciembre de 2020.